# Airbus A330 MRTT
Airbus A330 Multi Role Tanker Transport (MRTT) je tankovací letoun nové generace postavený na základě civilního dopravního Airbusu A330-200. 

## Popis

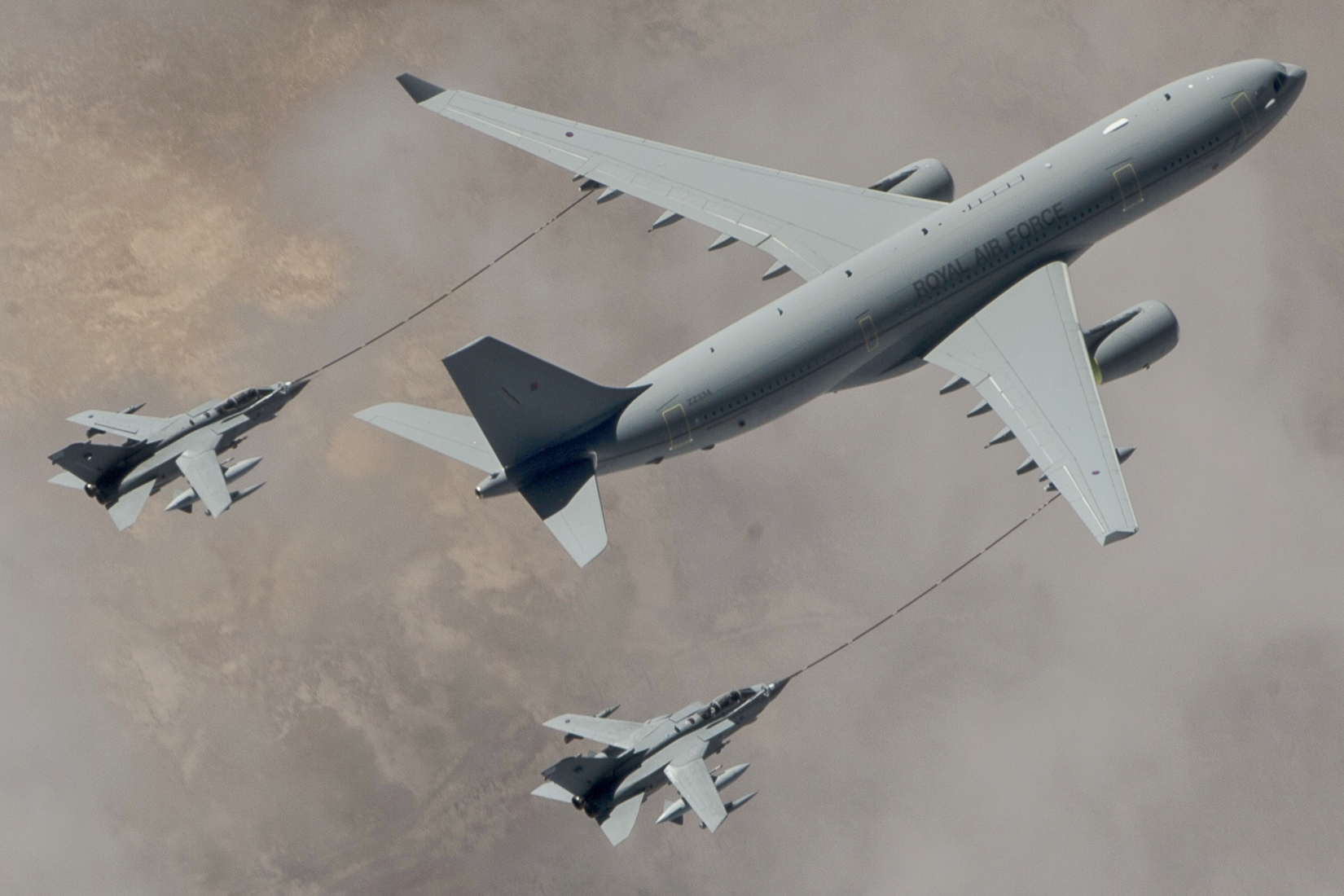
Britský tankovací letoun Voyager KC3 s bojovými letouny Tornado GR4

Jednou z největších výhod použití A330 jako tankovacího letounu je jeho obrovská kapacita palivových nádrží. 111 000 kg paliva je uskladněno v křídlech, což umožňuje převážet v trupu náklad až do hmotnosti 43 tun. Množství neseného paliva může být dále zvětšeno instalací podpodlahových palivových nádrží, které nijak neomezují kapacitu nákladového/přepravního prostoru. Další výhodou A330 MRTT je, že dvoumotorový A330 sdílí stejné křídlo jako čtyřmotorový A340. To dovoluje u A330 MRTT využít dva vnější úchytné body, na kterých jsou u A340 vnější motory, pro instalaci tankovacích podvěsů.

## Služba

### Britské a australské letectvo

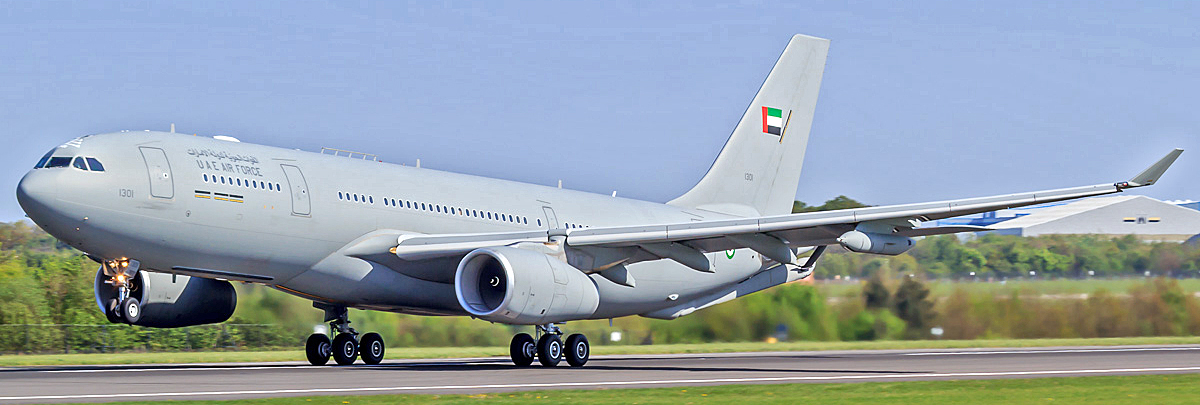
Airbus A330 MRTT letectva Spojených arabských emirátů

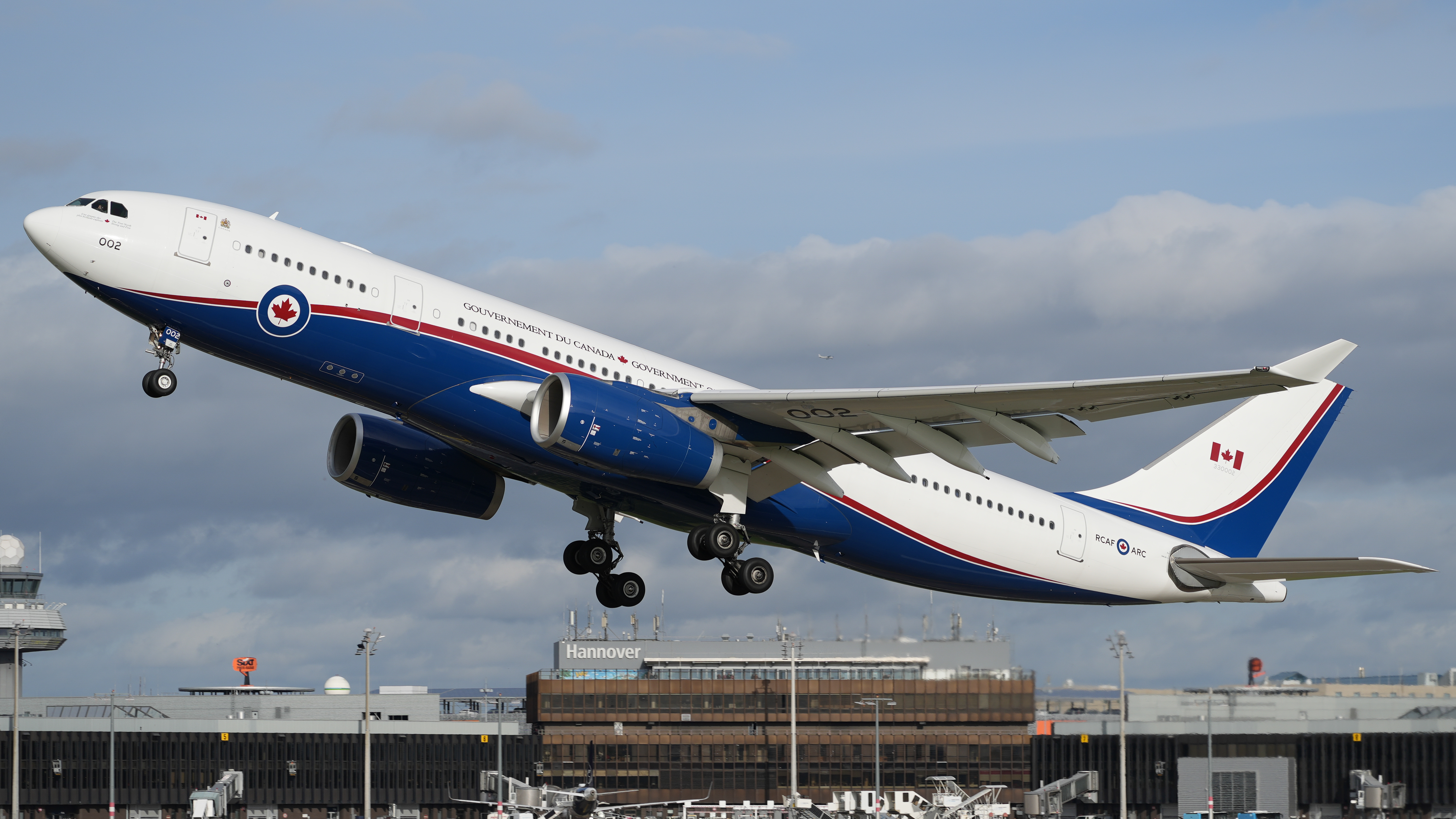
Kanadský tankovací letoun Airbus CC-330

Australské letectvo (RAAF) si vybralo A330 MRTT, stejně tak jako britské Královské letectvo (RAF) (projekt Future Strategic Tanker Aircraft - FSTA), aby nahradil starší tankovací letadla. U RAF má nahradit stárnoucí letouny Vickers VC10 a Tristar, u RAAF dopravní/tankovací veterány B707.
Královské letectvo bude letouny používat výhradně s hadicovým tankovacím systémem (probe and drogue), kdežto australské stroje budou vybaveny i ráhnovým tankovacím systémem (refueling boom). Austrálie si původně objednala čtyři letouny s opcí na pátý, ale nakonec se rozhodla pro koupi všech pěti strojů, aby mělo letectvo možnost nasadit na dvou místech po dvou strojích s pátým jako zálohou.

### Americké letectvo
EADS nabídl A330 MRTT americkému letectvu USAF jako náhradu za flotilu KC-135. Nabídka byla odmítnuta a zakázku vyhrál Boeing se svým KC-767, ale později byla objednávka zrušena kvůli nelegálním praktikám Boeingu při jejím získávání. EADS tak měl další šanci nabídnout své A330 MRTT, nicméně zakázku nakonec vyhrál Boeing se svým KC-46 Pegasus.
EADS rovněž v posledních letech získal zkušenosti s ráhnovou technologií doplňování paliva za letu. „Ráhna“ (refueling boom) byla testována na A310 MRTT. Tím odstranil jednu ze svých nevýhod oproti Boeingu – nedostatek zkušeností s touto technologií.
Pokud by EADS získal kontrakt amerického letectva, musel by investovat 600 milionů dolarů do nového montážního závodu ve Spojených státech ve městě Mobile ve státě Alabama.

### Španělské letectvo
V listopadu 2021 Španělsko objednalo tři letouny A330 MRTT. První byl dodán v dubnu 2025.

## Uživatelé
Austrálie
- Royal Australian Air Force

 Brazílie
- Brazilské letectvo

 Francie
- Francouzské letectvo

 Jižní Korea
- Letectvo Korejské republiky

 Kanada
- Royal Canadian Air Force

 Nizozemsko
- Nizozemské královské letectvo

 Saúdská Arábie
- Saúdské královské letectvo

 Singapur
- Singapurské letectvo

 Spojené arabské emiráty
- Letectvo Spojených arabských emirátů

 Spojené království
- Royal Air Force

 Španělsko
- Španělské letectvo

## Specifikace
- Posádka: 2 piloti a operátor AAR

Užibvatel letounu A330 MRTT

- Kapacita: K dispozici jsou různé konfigurace včetně 291 cestujících (Spojené království) a 8 vojenských palet + 1 kontejner LD6 + 1 kontejner LD3 (nákladní oddíly ve spodních palubách)
- Užitečné zatížení: 45 000 kg mimo palivo
- Délka: 58,80 m
- Rozpětí: 60,3 m
- Výška: 17,4 m
- Plocha křídel: 362 m²
- Hmotnost prázdného stroje: 125 000 kg
- Maximální vzletová hmotnost: 233 000 kg
- Pohonné jednotky: 2× dvouproudový motor  2× Rolls-Royce Trent 772B nebo General Electric CF6-80E1A4 či Pratt & Whitney PW4170; každý o tahu 320 kN
- Kapacita paliva: 111 000 kg max.

### Výkony
- Maximální rychlost: 880 km/h
- Cestovní rychlost: 860 km/h
- Bojový radius: 1 800 km s 50 tunami paliva po dobu 4 hodin
- Přeletový dolet: 14 800 km
- Dostup: 13 000 m